# Патрик Шварценегер
Патрик Арнолд Шрајвер Шварценегер (енгл. Patrick Arnold Shriver Schwarzenegger; Санта Моника, 18. септембар 1993) амерички је глумац. Син је Арнолда Шварценегера и Марије Шрајвер. Преко своје мајке, део је породице Кенеди и унук председника САД Џона Кенедија и америчких сенатора бивших председничких кандидата, Роберта Ф. Кенедија и Едварда Мура Кенедија.

## Филмографија

### Филм
| Година | Српски наслов                           | Оригинални наслов | Улога        | Напомене |
| ------ | --------------------------------------- | ----------------- | ------------ | -------- |
| 2006.  | Освета с клупе                          |                   | дете бр. 3   |          |
| 2012.  | Заглављени у љубави                     |                   | Глен         |          |
| 2013.  | Маторани 2                              |                   | Купер        |          |
| 2015.  | Водич за извиђаче кроз зомби апокалипсу |                   | Џеф          |          |
| 2016.  | Драга Еленор                            |                   | Бад          |          |
| 2017.  | Н/Д                                     |                   | Кејлеб       |          |
| 2018.  | Поноћно сунце                           |                   | Чарли Рид    |          |
| 2019.  | Н/Д                                     |                   | Данијел      |          |
| 2020.  | Н/Д                                     |                   | Ланс         |          |
| 2021.  | Дрчна                                   |                   | Мичел Вилсон |          |
| 2021.  | Н/Д                                     |                   | Бен          |          |
| 2022.  | Н/Д                                     |                   | Мајкл        |          |

### Телевизија
| Година | Српски наслов           | Оригинални наслов | Улога                     | Напомене     |
| ------ | ----------------------- | ----------------- | ------------------------- | ------------ |
| 2015.  | Краљице вриска          |                   | Тад Радвел                | 1 епизода    |
| 2017.  | Дуг повратак кући       |                   | Бен Хејхертс              | мини-серија  |
| 2022.  | Степениште              |                   | Тод Питерсон              | мини-серија  |
| 2022.  | Н/Д                     |                   | Дони Мичел                | 3 епизоде    |
| 2023.  | Н/Д                     |                   | Лук Риодан / Златни Дечко | 5 епизода    |
| 2024.  | Шарк тенк               |                   | себе                      | 1 епизода    |
| 2024.  | Америчка спортска прича |                   | Тим Тибоу                 | 4 епизоде    |
| 2024.  | Н/Д                     |                   | Дечак (глас)              | 1 епизода    |
| 2025.  | Бели лотос              |                   | Саксон Ратлиф             | главна улога |

### Музички видеи
| Година | Извођач                  | Наслов | Улога |
| ------ | ------------------------ | ------ | ----- |
| 2013.  | Аријана Гранде и Биг Шон | „”     | Ромео |